# Copa Estado de Israel
La Copa Estado de Israel fue un trofeo que se puso en juego a partido único, en partidos oficiales, entre dos equipos de la Primera División de Argentina.

## Ediciones
| Año  | Campeón            | Resultado             | Subcampeón            |
| ---- | ------------------ | --------------------- | --------------------- |
| 1996 | CA River Plate     | 4:2                   | Racing Club           |
| 1997 | CA River Plate     | 3:0                   | CA Lanús              |
| 1998 | CA Huracán         | 4:3                   | CA River Plate        |
| 1999 | CA Vélez Sarsfield | 6:1                   | C. Ferro Carril Oeste |
| 2003 | CA Vélez Sarsfield | 1:0                   | CA Newell's Old Boys  |
| 2004 | CA Vélez Sarsfield | 1:0                   | CA River Plate        |
| 2005 | CA Boca Juniors    | 2:1                   | CA River Plate        |
| 2006 | CA Rosario Central | 1:0                   | CA Vélez Sarsfield    |
| 2007 | C. Estudiantes LP  | 1:1 (ventaja localía) | CA Vélez Sarsfield    |
| 2008 | CA River Plate     | 1:0                   | CA Huracán            |

### Títulos por equipo
| Club                         | Campeón              | Subcampeón           |
| ---------------------------- | -------------------- | -------------------- |
| CA River Plate               | 3 (1996, 1997, 2008) | 3 (1998, 2004, 2005) |
| CA Vélez Sarsfield           | 3 (1999, 2003, 2004) | 2 (2006, 2007)       |
| CA Huracán                   | 1 (1998)             | 1 (2008)             |
| CA Boca Juniors              | 1 (2005)             |                      |
| CA Rosario Central           | 1 (2006)             |                      |
| Club Estudiantes de La Plata | 1 (2007)             |                      |
| Racing Club                  |                      | 1 (1996)             |
| CA Lanús                     |                      | 1 (1997)             |
| C. Ferro Carril Oeste        |                      | 1 (1999)             |
| CA Newell's Old Boys         |                      | 1 (2003)             |